# Ярмарка Американского института
Ярмарка Американского института (англ. American Institute Fair) — ежегодная ярмарка, проводившаяся с 1829 по 1897 года в Нью-Йорке в Американским институтом.

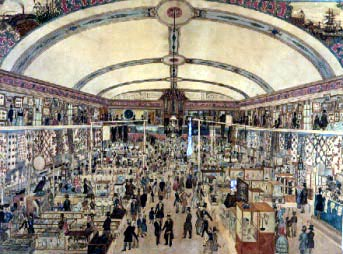
Ярмарка в «Саду Нибло» в 1845 году

Американский институт был основан в 1829 году «для поощрения сельского хозяйства, торговли, промышленных предприятий и искусства». Проводимую им ярмарку иногда считают первой международной выставкой в Соединенных Штатах, хотя по более поздним стандартам она была довольно небольшой и собирала около 30 000 посетителей в год. Проходила ярмарка в нью-йоркском театре Сад Нибло, а затем был перенесена в New York Crystal Palace.